# Parallelia purpurata
Parallelia purpurata là một loài bướm đêm trong họ Erebidae.